# Michelangelo (cráter)
Michelangelo es un cráter de impacto de 216 km de diámetro situado en el cuadrante H-12 Michelangelo (antes conocido como Solitudo Promethei) de Mercurio, que recibe su nombre de este cráter, que a su vez lo recibe del artista italiano Miguel Ángel. Está localizado en las coordenadas de Mercurio 45.0°S, 109.1°W.